# Open Container Initiative
La Open Container Initiative, también conocida por sus siglas OCI, es un proyecto de la Linux Foundation para diseñar un estándar abierto para virtualización a nivel de sistema operativo. El objetivo con estos estándares es asegurar que las plataformas de contenedores no estén vinculadas a ninguna empresa o proyecto concreto.

## Historia
El 21 de junio de 2015 se creó el Open Container Project (OCP), el cual era un intento de 21 empresas líderes de la industria para crear una serie de estándares abiertos de contenedores consensuados. Posteriormente se cambió el nombre del proyecto a Open Container Initiative (OCI) para evitar la confusión de siglas con Open Compute Project. A partir de ese momento se han ido incluyendo otras empresas. Esta iniciativa ha sido integrada como parte de la Linux Foundation.
Hoy día figuran como miembros de OCI variadas empresas e instituciones, entre las que se pueden mencionar Amazon, AT&T, Cisco, CoreOS, Docker Inc., Facebook, IBM, Verizon Google, Huawei, Intel, SUSE, Red Hat, Oracle, AT&T, ClusterHQ y Microsoft.

## Especificaciones
Las especificaciones definidas por la OCI incluyen:
- Una especificación de entorno de ejecución de contenedores (Open Container Initiative Runtime Specification normalmente abreviado en OCI Runtime Specification). Describe cómo debe proceder un OCI Runtime para ejecutar una imagen que cumple especificación correspondiente OCI.[6] En base a al motor de ejecución de contenedores de línea de comandos runC, proporcionado por Docker, la OCI lo ha evolucionado para que implemente la OCI Runtime Specification.[5][5].[7][8] Los contenedores se inician como procesos hijos de runC y pueden ser embebidos dentro de otros sistemas sin tener que ejecutar un demonio docker.[9] crun es otro motor de contenedores que cumple  especificación OCI Runtime, siendo más ligero que runc.[10]
- Una especificación de formato de imagen (Open Container Initiative Image Format normalmente abreviado en OCI Image Format). Determina el formato para empaquetar la imagen del contenedor de software.[6] El objetivo de esta especificación es permitir la creación de herramientas interoperables para construir, transportar y preparar una imagen de contenedor para su ejecución.[11] Al formato del contenedor definido por esta especificación a veces se la llama Open Container Format (OCF).[12][13]
- Una especificación de distribución de imágenes (Open Container Initiative Distribution Specification normalmente abreviado en OCI Distribution Specification''). Su objetivo es estandarizar la distribución de imágenes de contenedores facilitando así la interoperabilidad entre las nubes nativas y los ecosistemas de contenedores.[14][4] Para ello se basaron en el protocolo Docker Registry HTTP API V2.[4]